# Jiří Polívka
Jiří Polívka (6. března 1858 Enns, Rakousko – 21. března 1933 Praha) byl český filolog, slavista, balkanolog, bulharista, bohemista, paleoslovenista, polonista, rusista, slovakista, ukrajinista, literární historik, etnograf, folklorista, dialektolog, paleograf a vysokoškolský pedagog.

## Život
Narodil se v rodině Johanna Polivky, vrchního inženýra Buštěhradské dráhy (1827–1892) a Marie roz. Bartlové. Jeho sourozenci byli Osvald (1859–1931) a Kateřina Růžičkovi (1861–1946) a Anna Lauermannová (1863–1943).
V letech 1868–1876 absolvoval v Praze novoměstské gymnázium, 1876–1880 slavistiku na Filozofické fakultě Univerzity Karlovy (FF UK), letní semestr 1880 pak na záhřebské univerzitě, kde se věnoval studiu staroslověnštiny a paleografie. Doktorát filozofie získal ve Vídni (1882).
Již jako soukromý docent mluvnice slovanských jazyků se v roce 1884 habilitoval prací O časech ve slovanských nářečích (1889 habilitace rozšířena o slovanské literatury), 1895 byl jmenován mimořádným profesorem slovanských jazyků a literatur, řádnou profesuru sice získal roku 1902, ale jmenován (ad personam) byl až v roce 1907. Souběžně (1896–1913) vykonával funkci spoluředitele slovanského semináře, vedl oddělení pro nové jazyky a literatury slovanské, v letech 1908–1909 byl děkanem a 1909–1910 proděkanem FF UK (funkci rektora nepřijal), do důchodu odešel v roce 1928.
Na univerzitě přednášel všechny hlavní slovanské jazyky a jejich literatury, ústní slovesnost a dialektologii, do příchodu prof. Františka Pastrnka (1895) vyučoval také paleoslovenistiku. Absolvoval několik zahraničních studijních pobytů spojených s intenzivním prohlubováním znalosti jazyků v Polsku a Rusku (1889–1890), a v letech 1893–1894 pak v Záhřebu a Srbsku. V průběhu svého života procestoval všechny slovanské země, byl hostem vrcholných vědeckých institucí evropských metropolí (mj. Amsterdam, Oslo, Petrohrad, Sofie).
Vedle pedagogické a badatelské práce se podílel na řadě organizačně vědeckých, kulturních a společenských aktivit. Stál u zrodu pražského Slovanského ústavu (od roku 1928 předseda I. odboru), v roce 1919 se stal předsedou Československého národopisného ústavu pro lidovou píseň, byl členem rady a předsedou Národopisné společnosti českoslovanské, předsedal I. sjezdu slovanských geografů a etnografů (Praha 1924), ve funkci místopředsedy se zúčastnil I. sjezdu slovanských filologů v Praze (1929). Kromě obsáhlé vlastní publikační činnosti redakčně a editorsky působil v Národopisném věstníku českoslovanském a Národopisném sborníku slovanském, spoluredigoval též Věstník slovanské filologie a starožitností.
Od roku 1923 byl také členem profesorského sboru nově založené Ruské lidové univerzity v Praze, kde byl vedoucím katedry československých studií.
Zemřel roku 1933 v Praze a byl pohřben na Vinohradském hřbitově.

### Ocenění
Řádný člen České akademie věd a umění od 28. listopadu 1908 (dopisujícím zvolen 1. prosince 1891, mimořádným 3. července 1907), řádný člen Královské české společnosti nauk od 8. ledna 1913 (mimořádný 13. ledna 1909, čestný 9. listopadu 1932), v letech 1920–1932 byl jejím místopředsedou. Zahraniční člen akademií věd v Petrohradě, Kyjevě, Záhřebu, Bělehradu, Sofii, Oslu a Amsterdamu.

### Význam
Přední český slavista přelomu 19. a 20. století svým rozsáhlým dílem podnětně zasáhl do mnoha vědních oborů, zejména paleoslovenistiky (mj. přispěl k ustálení terminologie oboru včetně stabilizace názvu staroslověnský jazyk), lingvistiky slovanských jazyků, literární vědy a historie slovanských národů, dialektologie, národopisu, slovesně zaměřené folkloristiky i kulturních dějin. Mezinárodní věhlas a uznání mu pak zajistily jeho srovnávací studie a edice slovanské ústní slovesnosti, především pohádek.

## Výběrová bibliografie

### Publikace
- Praktické navedení ke snadnému naučení se polskému jazyku (Praha 1883)
- Dvě povídky v české literatuře XV. století (Praha 1889)
- Drobné příspěvky literárně historické (Praha 1891)
- Kronika o Bruncvíkovi v ruské literatuře (Praha 1892)
- Pohádkoslovné studie (Praha 1904)
- Anmerkungen zu den Kinder- und Hausmärchen der Brüder Grimm I–V (s J. Boltem, Leipzig 1913, 1915, 1918, 1930, 1932; Hildesheim 1963)
- Povídky lidové o zkrocení zlé ženy (Lvov 1914)
- Lalija (Praha 1914)
- Znamení života, předzvěsti smrti v lidových podáních, obyčejích a pověrách (Praha 1917)
- Súpis slovenských rozprávok I–V (Turčiansky Sv. Martin 1923, 1924, 1927, 1930, 1931)
- Lidové povídky slovanské: Vybrané rozpravy. I. (Praha 1929)
- Slovanské pohádky. I, Úvod. Východoslovanské pohádky (Praha 1932)
- Lidové povídky slovanské: Vybrané rozpravy. II. (Praha 1939)

### Edice lidové prózy se studiemi a komentáři
- Povídky kladské 1, 2 – J. Š. Kubín (Praha 1909, 1914)
- Povídky lidu opavského a hanáckého (s F. Stavařem a J. Tvrdým, Praha 1916)
- Lidové povídky z českého Podkrkonoší. Podhoří západní – J. Š. Kubín (Praha 1923)
- Výbor ruských pohádek I–III (s S. J. Karcevským, Praha 1924–1925)
- Lidové povídky z českého Podkrkonoší. Úkrají východní – J. Š. Kubín (Praha 1926)
- Výbor ľudových rozprávok (Turčiansky Sv. Martin 1927, 1932)
- Lidová vypravování z Podbrdska a jiných českých krajů – Karel Vaněček (Plzeň 1928)
- Lidové povídky jihomakedonské: z rukopisů St. Verkovičových (s P. A. Lavrovem, Praha 1932)

### Sborníky
- Slovanstvo. Obraz jeho minulosti a přítomnosti (s J. Bidlem, 1912)
- Sborník prací věnovaných profesoru dru Václavu Tillovi k šedesátým narozeninám 1867—1927 (s J. Frčkem a J. Ježkem, Praha 1927)

### Autorská hesla v Ottově slovníku naučném
- Euchologion (8, 1894)
- Evangelium u Poláků (8, 1894)
- Evangelium u pravoslavných Slovanů (8, 1894)
- Evangelium u Lužických Srbů (8, 1894)
- Dějiny literatury srbsko-chorvatské (13, 1898)
- Jihoslované (národopis): Chorvaté a Srbové (13, 1898)
- Jazyk srbsko-chorvatský (19, 1898)
- Jazyk ruský (22, 1904)